# 广渊县
广渊县（越南语：／）是越南高平省历史上的一个旧县，面积385.73平方公里，2020年总人口40898人。

## 地理
广渊县东接下琅县，西接和安县和茶岭县，南接复和县，北接茶岭县和重庆县。

## 历史
2020年1月10日，黄海社并入玉洞社，平陵社并入独立社，国民社并入福莲社，鸿定社并入幸福社，兑坤社并入自由社，国风社并入广渊市镇。
2020年2月11日，广渊县、复和县和茶岭县国瓒社合并为广和县。

## 行政区划
广渊县下辖1市镇10社，县莅广渊市镇。
- 广渊市镇（Thị trấn Quảng Uyên）
- 该簿社（Xã Cai Bộ）
- 至草社（Xã Chí Thảo）
- 独立社（Xã Độc Lập）
- 幸福社（Xã Hạnh Phúc）
- 鸿光社（Xã Hồng Quang）
- 玉洞社（Xã Ngọc Động）
- 非海社（Xã Phi Hải）
- 福莲社（Xã Phúc Sen）
- 广兴社（Xã Quảng Hưng）
- 自由社（Xã Tự Do）